# Celso Mojola
Celso Antonio Mojola (Jundiaí, 12 de março de 1960) é compositor e pianista brasileiro.
É bacharel em composição pela Universidade de São Paulo, mestre em artes pela Universidade Estadual de Campinas e doutor em música pela Universidade Federal do Estado do Rio de Janeiro.
Estudou composição com Gilberto Mendes, Willy Corrêa de Oliveira e Almeida Prado, e piano com José Eduardo Martins.
Reside na cidade de São Paulo desde o final da década de 1970, onde sempre atuou profissionalmente.
Possui diversas premiações em concursos de composição, sendo autor de quase uma centena de obras.
Atualmente leciona na Escola Superior de Música da Faculdade Cantareira, na Faculdade de Música Carlos Gomes e na Faculdade Fundação Instituto Tecnológico de Osasco , além de ministrar cursos e palestras sobre música e composição.

## Discografia
Música para Saxofone e Piano, gravado em 2006, foi o primeiro álbum do duo Celso Mojola (piano) e César Albino (saxofone), lançado pela Lua Music e inteiramente dedicado as composições de Mojola.